# Ciclina A2
La ciclina A2 (CCNA2) es una proteína codificada en humanos por el gen ccna2.
La ciclina A1 pertenece a la familia de las ciclinas, la cual se encuentra altamente conservada y cuyos miembros se caracterizan por incrementar drásticamente sus niveles en las células de forma periódica cada vez que se inicia el ciclo celular. Las ciclinas actúan como reguladores de las quinasas dependientes de ciclinas (Cdks). Diferentes ciclinas muestran distintos patrones de expresión y degradación, contribuyendo a la coordinación temporal de cada evento de la mitosis. Al contrario que la ciclina A1, que se expresa en cerebro y testículos (células germinales), la ciclina A2 es todos los tejidos comprobados hasta ahora. Esta ciclina se une y activa a las quinasas Cdk1 y Cdk2, promoviendo así tanto la transición G1/S como la G2/M del ciclo celular.

## Interacciones
La ciclina A2 ha demostrado ser capaz de interaccionar con: 
- ITGB3BP[3]
- Proteína del retinoblastoma-like 1[4][5]
- E2F1[6]
- CDC6[7][8]
- SKP2[9][10]
- FEN1[11]